# Ten German Bombers
 (décembre 2020).
Ten German Bombers (Dix bombardiers allemands en français) est un chant pour enfants, de langue anglaise, chanté par les écoliers britanniques durant la Seconde Guerre mondiale. La chanson, qui se chante sur la mélodie de la chanson enfantine Elle descend de la montagne à cheval, narre le combat aérien et la victoire de la Royal Air Force anglaise sur 10 bombardiers nazis.
Depuis les années 1990, cette chanson est reprise, dans le cadre des rencontres de football entre l'Angleterre et l'Allemagne, par les supporters anglais.